# PA-RISC
PA-RISC，一種處理器指令集架構（ISA），屬於精簡指令集架構。PA 是指精準指令集架構（英語：Precision Architecture），由惠普公司開發，所以它又被稱為惠普精準指令集架構（Hewlett Packard Precision Architecture，縮寫為 ）。它首次出現於 1986 年 2 月 26 日，被應用於 HP 3000 930 系列以及 HP 9000 840 模式處理器之中。
它之後被惠普公司與英特爾聯合開發的 Itanium 架構所取代。